# Leonardo Valenti
Leonardo Valenti (Terni, 8 febbraio 1975) è uno sceneggiatore italiano.

## Biografia
Intraprende la carriera come sceneggiatore di serie televisive, quali Distretto di Polizia, R.I.S. - Delitti imperfetti e Romanzo criminale - La serie. La prima scrittura per il cinema è in collaborazione con Edoardo De Angelis per Mozzarella Stories nel 2011. In seguito ha collaborato con Stefano Sollima al suo esordio cinematografico ACAB - All Cops Are Bastards. Nel 2011 vince il premio Scardamaglia per la miglior sceneggiatura televisiva al Roma Fiction Fest.per il suo lavoro su Romanzo Criminale - La serie. 
Alla carriera di autore cinetelevisivo, accompagna saltuariamente quella di autore di fumetti, sue le cronache a fumetti Il Massacro del Circeo e La Banda della Magliana, editi da Becco Giallo e l'adattamento a fumetti del racconto Cassandra di Giancarlo De Cataldo, edito da Tunué.
Dal 2016 anima un atelier di scrittura seriale in Francia per Le Groupe Ouest.

## Filmografia

### Cinema
- Mozzarella Stories, regia di Edoardo De Angelis (2011)
- ACAB - All Cops Are Bastards, regia di Stefano Sollima (2012)

### Televisione
- Distretto di Polizia – serie TV (2002-2006)
- Cuore contro cuore – serie TV (2004)
- Donne assassine – serie TV (2008)
- R.I.S. - Delitti imperfetti – serie TV (2005-2009)
- L'isola dei segreti – serie TV (2009)
- Il mostro di Firenze (2009)
- Romanzo criminale - La serie – serie TV (2008-2010)
- Il clan dei camorristi – serie TV (2013)
- Le mani dentro la città – serie TV (2014)
- Romanzo siciliano – miniserie TV (2016)
- Fin Ar Bed – serie TV (2017)
- L'isola di Pietro – serie TV (2018)
- Il silenzio dell'acqua – serie TV (2019-2020)
- Buongiorno, mamma! – serie TV (2021-2023)
- La voce che hai dentro – serie TV (2023)
- Cuori – serie TV (2023)
- Se potessi dirti addio – miniserie TV (2024)